# Troncens
Troncens es una comuna francesa situada en el departamento de Gers, en la región de Occitania.

## Demografía
| 219 | 198 | 197 | 206 | 206 | 199 | 176 |
| Para los censos de 1962 a 1999 la población legal corresponde a la población sin duplicidades (Fuente: INSEE [Consultar]) |     |     |     |     |     |     |